# Annona dolichophylla
Annona dolichophylla là một loài thực vật]] thuộc họ Annonaceae. Đây là loài đặc hữu của Peru.